# 園田玲欧奈
園田 玲欧奈（そのだ れおな、1986年7月28日 - ）は、日本の俳優。静岡県出身。身長186cm。体重79kg。靴のサイズ28.5cm。所属フリー。
特技はバレーボール、趣味は映画鑑賞、釣り。

## 経歴
- 1986年7月28日静岡県生まれ。
- 2020年3月31日、アミューズを退所、同時に劇団プレステージからも退団し、役者業を継続していく中でフリーで活動していくことを発表した。[1]

## 人物
- 番外公演「君のそばにいたいのに」で小道具に目覚め、現在では小道具作成でも活躍中。
- 肩幅が49cmもあり、握手旅ではたびたび隣に座ったメンバーに迷惑をかけている。
- 釣りが趣味で、同じ劇団員の坂田直貴と一緒に「釣りばか（仮）（現在は つりどうが）」という動画を作っていた。
- ガラスのハートの持ち主で、過去に舞台のセリフを間違えた際に泣きながら夜まで飲んでいたこともある。

## おもな出演

### 映画
- 20世紀少年（2009年）
- SCOOP!（2016年）

### 配信ドラマ
- 「喫茶プレリュード」第2話（2019年7月13日、YouTube）
- 「誰と誰が為にゴングはなる」（2022年3月3日 - 4月21日、LINE NEWS「VISION」）[2]

### 舞台
- 「SUPPONPOM」（2009年）
- 「内藤新宿」（2010年）
- 非シス人vol.10「熱海～七夕After～」（2010年）
- ゴジゲン第8回公演「神社の奥のモンチャン」（2011年2月2日 - 6日、座・高円寺1）[3]
- 「冒険絵本 PINOCCHIO －ピノキオ－」（2011年2011年8月12日 - 22日、渋谷区文化総合センター大和田　さくらホール／2011年8月25日 - 28日、シアターBRAVA！）[4]
- Seedling公演「いるかホテル」（2012年12月5日 - 9日、中野スタジオあくとれ）[5]
- 劇団6番シード 第63回公演「人生の大事な部分はガムテで止まっている」（2017年）
- 「ガレキの太鼓　のぞき見パフォーマンス『リアル一軒家、のぞき放題。』」（2017年12月3日 - 9日、東京都 文京区の某一軒家）[6]
- たやのりょう一座 第2回公演 春の二本立てスペシャル「いつも心に太陽を」（2018年4月18日 - 23日、東京 木馬亭）[7]
- こゆび侍 第15回本公演「さよならはここにいる」（2018年11月7日 - 18日、東京・花まる学習会王子小劇場）[8]
- 「逆転裁判　-逆転のGOLD MEDAL-」（2019年1月16日 - 21日、東京・シアター1010）（2019年）編 - ネミーノ 役[9]
- 劇団アメコミリーグ「ガードマンズ・オブ・マクハリー」（2019年11月14日 - 17日、東京 神保町花月）[10]
- 「イケメン戦国 THE STAGE」
  - 第6弾「～明智光秀編～」（2020年9月4日 - 9日、EX THEATER ROPPONGI）[11]
  - 第7弾「～連合軍VS“戦乱の亡者”雑賀孫一編～」（2021年8月19日 - 23日、ヒューリックホール東京）※ 新型コロナウイルスの影響で中止[12]
  - 第10弾「〜帰蝶編〜」（2023年4月21日 - 24日、渋谷区文化総合センター大和田 伝承ホール）
  - 第11弾「〜FINAL〜」（2024年8月8日 - 12日、シアター1010）[13]
- （2021年6月17日 - 25日、新宿FACE） - 八百万 役[14]

#### 劇団プレステージ
- 「チェリーの木の下で-DT-MAX08’」（2008年）
- 「オレたちの高校白書-偏差値27からの完全犯罪-」（2009年）
- 第3回公演「『ゼツボー荘』より愛を込めて」（2011年11月22日 - 12月6日、千本桜ホール）
- 番外公演「サイキックフライト!〜頑張る7人のエスパーとあと2、3人〜（再演）」（2012年3月2日 - 6日、千本桜ホール）
- 第4回公演「Have a good time?」（2012年8月17日 - 9月7日、千本桜ホール） - シュウ 役
- 第5回公演「ゴーストレイト」（2013年4月19日 - 29日、CBGKシブゲキ!!）[15]
- 番外公演「パンティーストッキング of Prestage Project　番外公演『女戦』」ct『トーキョー・タイム・パラドクス』（2013年8月13日 - 18日、千本桜ホール）[16]
- 第6回公演「アウタースペース109」（2013年9月25日 - 10月6日、CBGKシブゲキ!!）[17]
- 第7回公演「ボーンヘッド・ボーンヘッダー」（2014年4月18日 - 29日、CBGKシブゲキ!!）[18]
- 第8回公演「ブラックパールが世界を動かす（再演）」（2014年8月20日 - 31日、CBGKシブゲキ!!）[19]
- 第9回公演「WORLD'S ENDのGIRLFRIEND」（2015年2月8日 - 22日、CBGKシブゲキ!!）[20]
- 番外公演「チェリーの木の下で-DT-MAX'15-」（2015年4月10日 - 19日、千本桜ホール）[21]
- 第10回公演「Have a good time?（再演）」（2015年8月8日 - 9日、森ノ宮ピロティホール / 8月12日 - 23日、紀伊国屋サザンシアター）[22]
- 番外公演「君のそばにいたいのに」（2016年2月12日 = 21日、CBGKシブゲキ!!）[23]
- 第11回公演「リサウンド〜響奏曲〜」（2016年9月2日 - 18日、CBGKシブゲキ!!）CBGKシブゲキ!!）[24]
- 第12回公演「URA!URA!Boost」（2017年8月16日 - 27日、紀伊國屋サザンシアター TAKASHIMAYA）[25]
- 第13回公演「ディペンデントデイ〜7人の依存症〜」（2018年8月1日 - 12日、CBGKシブゲキ!!）- 池山 役[26]
- 第14回公演「終わり to はじまり」（2018年12月12日 - 23日、CBGKシブゲキ!!） - 下田 役[27]
- 第15回本公演「大地からのレラ!」（2019年9月28日 - 10月6日、CBGKシブゲキ‼︎） - 桜田 役[28]

### CM
- トヨタ自動車 トヨタ・bB（2007年10月）
- 東京メトロ 「日比谷　歴史と文化が色づく」編 （2017年10月）[29]

## 作品
- 「THE GAME～Boy's Film Show～」DVD（2009年）